# 몬태나주
몬태나주(영어: State of Montana)는 미국 북서부의 주이다.
북쪽으로는 캐나다의 브리티시컬럼비아주, 앨버타주, 서스캐처원주와 국경을 접하고 있다. 동쪽으로는 노스다코타주, 남동쪽으로 사우스다코타주, 남쪽으로 와이오밍주, 남서쪽과 서쪽으로 아이다호주와 접한다. 산악 표준시에 있기 때문에 몬태나 주에서는 대통령 선거 때 동부 표준시로 오후 10시 (한국시간 익일 정오)에 개표를 시작한다.
주민들의 정치적 성향은 공화당에 가까운 적색주이다. 1992년때는 빌 클린턴이 우세하였으나 1996년에는 밥 돌, 2000년과 2004년에는 조지 W. 부시, 2008년에는 존 매케인, 2012년에는 밋 롬니가, 2016년, 2020년, 2024년에는 도널드 트럼프가 몬태나 주를 확보하였다.
참고로, 몬타나(Montana)란 명칭은 산(mountain) 또는 산악지역(mountainous country)을 뜻하는 스페인어에서 유래하였다.

## 역사

### 초기 역사
백인 정착자들이 도착하기 전에 오늘날 몬태나 지역에 인디언 종족들의 2개의 단체가 살았다. 아라파호 족, 아시니보인 족, 블랙피트 족, 샤이엔 족, 크로우 족들이 평원 지역에 살았다. 서부에 있는 산맥은 배노크 족, 플랫헤드 족, 칼리스펠 족, 쿠테나이 족과 쇼쇼니 족들의 고향이었다. 수족과 네즈페스 족 같은 다른 가까운 종족들은 몬태나 지방에서 사냥을 하였다.

### 탐험
프랑스의 사냥꾼들이 1740년대에 이미 몬태나 지역을 방문했을 것이다. 미국인 탐험가 메리웨더 루이스와 윌리엄 클라크는 1805년 몬태나를 가로질러 태평양 해안으로 자신들의 원정을 이끌었다. 1806년에 돌아온 그들은 오고 가면서 몬태나의 여러 지역을 탐험하였다. 1807년 이후에 모피 교역인들이 이 지역에서 주로 활동하였다. 1841년 예수회 선교사들이 현재 스티븐스빌 근처에 첫 영구적 정착지인 세인트 메리스 선교지를 설립하였다. 1847년 미국의 모피 회사는 미주리 강에 포트 벤턴을 지었다. 거기에는 몬태나 주에서 가장 오래되고 지속적으로 인구가 몰려든 타운이 형성되었다.
미국은 루이지애나 매입의 일부로서 현재 몬태나의 거의 전부를 얻었다. 북서부는 1846년 영국과 조약에 의하여 얻어졌다. 역사적으로 몬태나의 일부 지역들은 루이지애나, 미주리, 네브래스카, 다코타, 오리건, 워싱턴과 아이다호의 준주들에 속해 있었다.

### 골드 러시
1862년 투기꾼들이 몬태나 남서부에 있는 그래스호퍼 지류에 금을 찾았다. 다른 금의 발견들이 이어지면서 금광들의 주위에 광산 진영들이 자라났다. 이 지역들은 배너크, 다이아먼드 시티, 버지니아 시티와 다른 도시들을 포함하였다.
광산 진영들은 거의 효과적인 법률 집행들이 없었다. 결국 시민들은 자신들의 각자의 손들에 법률을 차지하였다. 하나의 유명한 사건은 2개의 금광 진영들 - 배너크와 버지니아 시티에 관련되었다. 정착자들은 자신들의 보안관 헨리 플러머가 사실 의적의 지도자였다는 것을 배웠다. 배너크와 버지니아 시티의 남자들은 의적들의 자신들을 없애는 데 자경단을 형성하였다. 이 자경단들은 1864년 1월에 플러머를 포함하여 21명의 남자들을 처형하였다. 자경단들은 3-7-77의 번호를 채택하였다. 이 번호들은 3 피트 넓이, 7 피트 깊이와 77 인치의 길이의 무덤의 치수를 관련시켰을 것이다. 많은 의적들이 처형되거나 몬태나에서 쫓겨났다.
많은 초기의 투기자들은 남부에서 왔으며, 그 중에 어떤이들은 남북 전쟁 초기에 일어난 남군의 군단들에서 왔다. 주요 금광의 하나는 3명의 남부인들이 거기서 처음으로 금을 찾은 이유로 컨페더레이트 협곡이라고 불린다.
붐의 세월에 사금은 주요한 자금원이었다. 예를 들어 선교사들은 수집한 판금을 전달하지 않았다. 그들은 사금을 위하여 주석 컵을 전달하였다. 중국인 세탁소들도 그들이 체굴자들의 옷을 빠는 데 끝낼 때에 자신들의 세탁물에 금을 찾았다.
아이다호의 공무원 시드니 에저턴은 야영의 광산 진영들의 더 낳은 정부가 필요함을 보았다. 당시 몬태나는 아이다호 준주의 일부였다. 에저턴은 준주 지위를 위한 통과 운동을 하러 워싱턴 D.C.로 여행을 갔다. 몬태나는 1864년 5월 26일에 준주가 되었고, 에저턴은 첫 총독을 지냈다.

### 소 방목 산업
소 방목 산업이 교역자 리처드 그랜트가 와이오밍 남서부에 있는 포트브리저 근처에서 첫 소떼를 데려왔을 때 1850년대 중반에 몬태나에서 시작되었다. 1866년 목장주 넬슨 스토리는 텍사스주에서 몬태나로 수천 마리의 롱혼 소들을 몰고 왔다. 스토리의 소떼는 진지하게 몬태나의 소 방목 산업을 시작하였다. 1883년 노던 퍼시픽 철도의 도래는 동부 시장들로 길을 열고 더욱 많은 번창을 일으켰다. 하지만 1886년부터 1887년까지의 혹독한 추위의 겨울에 재앙이 소 방목 산업에 타격을 주었다. 이 겨울 동안에 수천 마리의 소들이 사망하였다. 방목은 이 사건 후에 지속되었으나 작은 규모에 진행되었다.

### 원주민들의 싸움

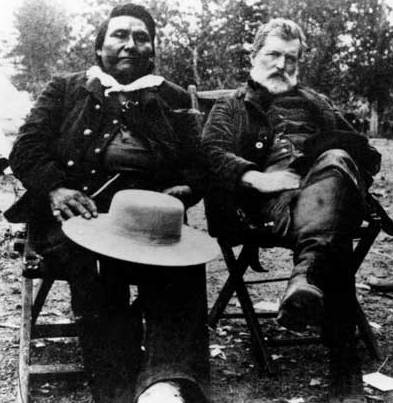
추장 조지프와 존 기번 대령

미국 역사상 2개의 가장 유명한 대 인디언 전쟁들이 몬태나 준주에서 치러졌다. 1876년 6월 25일 수족과 샤이엔족이 조지 암스트롱 커스터 중령 휘하 기마대 7연대의 일부를 전멸시켰다. "커스터의 마지막 저항"으로 알려진 이 전투는 몬태나 남서부에 있는 리틀빅혼 강 근처에서 벌어졌다. 몬태나에서 마지막으로 벌어진 대 인디언 전투는 미국 정부가 네즈버스 인디언들을 오리건에 있는 그들의 땅으로부터 이주시키려 할 때 시작되었다. 추장 조지프는 자신의 종족을 몬태나를 지나 캐나다로 이끌었다. 인디언들은 미국 군인들과 아이다호에서 수차례 소규모 교전을 벌인 이후 몬태나 남서부에 있는 리틀빅혼에서 2일간의 전투를 치렀다. 넬슨 A. 마일스 대령 아래의 군인들은 캐나다 국경으로부터 대략 40 마일되는 곳에서 추장 조지프의 인디언들을 사로잡았다.

### 주 지위
1880년과 1890년 사이에 몬태나의 인구는 대략 39,000명에서 143,000명 가까이로 늘어났다. 1884년 몬태나의 주민들은 처음에 주 승격에 의문을 품었다. 몬태나는 1889년 11월 8일 41번째 주로서 합중국에 편입되었다. 헬레나의 조지프 K. 툴이 초대 주지사가 되었다.
몬태나 주의 번창의 거의는 뷰트에 있는 광산들의 이유로 1880년대와 1890년애 동안에 자라났다. 가장 초기의 광산들은 금을 생산하였다. 그러고나서 은이 뷰트 힐의 바위 암붕에서 발견되었다. 후에 광부들이 구리의 풍부한 광맥을 찾았다. 뷰트의 광부들은 아일랜드, 영국과 유럽의 다른 지역들에서 왔다. 제련소들이 아나콘다와 그레이트폴스에 징지고, 그것들을 운영하는 데 더 많은 남자들이 고용되었다. 뷰트힐은 "육지의 가장 부유한 언덕"으로 알려지게 되었다.
마커스 데일리와 윌리엄 K. 클라크는 뷰트의 구리 개발을 이끌고 많은 가장 부유한 광산들을 통치하였다. 이 두 사람은 비지니스와 정치 양쪽에서 라이벌이 되었다. 광산들에서 생산된 거대한 재산은 두 사람에게 거대한 권력을 주었다. 데일리는 아나콘다의 타운을 지어 돈의 많은 양을 주도로 세우는 운동에 썼다. 클라크는 데일리의 계획을 반대하고 투표인들은 헬레나를 주도로 골랐다.
클라크는 미국 상원이 되려고 하였으나 데일리가 그를 반대하였다. 1899년의 선거 운동에서 클라크는 증회로 고발당하였다. 그는 선거를 이겼으나 상원 협회에 의한 조사를 향하는 것보다 사임을 하였다. 2년 후에 클라크는 두번째 선거에서 자신의 상원 좌석을 이겼다. 그는 다른 광산의 소유자 F. 오거스터스 하인제의 도움을 받았다. 하인제는 데일리와 클라크가 백만장자들이 되고나서 오랜 후에 큐트에 도착하였다. 그러나 하인제는 광산의 법과 법원의 소송의 똑똑한 이용을 통하여 부유해졌다.
당시 다른이들이 자신들의 재산들을 단 하나의 회사들로 팔은 퍼스트 데일리는 아나콘다 회사가 되었다. 회사는 전력 회사를 결성하여 철도를 건설하고 댐을 건설하였다. 또한 산림, 은행과 신문을 통제하기도 하였다.

### 주 승격
1900년대 초반 동안에 몬태나 주는 그 자연 자원들의 사용에 증가를 이루었다. 새로운 댐들이 주의 강들을 동력화하여 관개와 산업을 위한 전력을 위한 물을 공급하였다. 철도의 확당은 가공업들을 보조하였다. 새로운 공장 지대들은 설탕을 제재하고, 밀가루를 제분하고 정육을 가공하였다. 1910년 미국 의회는 관광객들을 위한 목적지가 된 글래시어 국립 공원을 창조하였다.
여성의 권리를 위한 운동의 지도자와 평화주의자 재닛 랜킨이 1916년 미국 하원에 선출되었다. 그녀는 의회에서 복무하는 데 첫 여성이 되었다. 그녀는 미국이 제2차 세계 대전에 들어가는 데 선거를 한 의회의 단 1명의 의원으로서 1941년 명성을 얻었다.

### 대공황의 세월

몬태나 주의 메노나이트 가족 (1937년)

1930년대 대공황이 일어나는 동안에 전국적으로 생산에서 뒤떨어진 이유로 주의 금속들을 위한 요구가 떨어졌다. 대공황에 의하여 가뭄이 농장 소득에 떨어지는 공헌을 하였다. 하지만 주와 연방 프로그램들은 1930년대에 몬태나 주의 자원들을 개발하는 데 지속되었다. 거대한 포트페크 댐의 건설이 직업들을 마련하였다. 1940년에 댐의 완공은 대규모 관개를 위한 물을 마련하였다. 다른 프로젝트들은 벌래 조절, 관개, 도시의 감전과 토양 보존을 포함하였다. 공원, 휴양지와 도로들의 건설도 또한 정부의 지시 아래 공헌하였다.

### 1900년대 중반
제2차 세계 대전이 일어나는 동안에 몬태나 주의 경제가 붐을 일으켰다. 주의 정육과 곡식은 거대한 요구였고 주의 구리와 다른 금속들은 전쟁의 노력에 이용되었다. 전쟁이 끝난 후, 곡식을 위한 저가격들이 농업 소득을 감소시켰다. 많은 주민들은 직업을 찾으러 농장 지역들에서 도시들로 이주하였다. 어떤 작은 농장 타운들은 버려졌다.
몬태나 주의 석유 산업은 1950년대에 몬태나 주와 노스다코타주 경계를 따라서 윌리스턴 분지에서 주요 유전들이 발견되면서 확장되었다. 1951년 새로운 몬태나 주의 유전들이 석유를 파내기 시작하였다. 1955년 아나콘다 알루미늄 회사는 몬태나주 북서부에 6천 5백만 달러의 공장을 열고 알루미늄 제품들이 주 경제에 중요해졌다. 1960년대 동안에 아나콘다는 뷰트 광산들에 운영을 향상시키고 거기에 남아있는 광석의 더 낳은 사용을 만들려고 5천만 달러 이상을 썼다.
1900년대 중반 동안에 관광업이 몬태나 주에서 소득의 중요한 근원으로 자라났다. 주는 더욱 많은 공원들과 유적지들을 개발하고, 개인적 개발자들이 관광 목장, 여름 리조트와 스키장들을 열었다. 화이트피시 근처에 있는 빅마운틴같은 스키 지역들은 겨울을 통하여 관광객 시즌을 넓히는 데 도움을 주었다.
주의 관개와 물의 보존 프로그램들도 또한 확장되었다. 1966년 몬태나주 남부에 있는 빅혼 강에 옐로테일 댐이 완공되었다. 이 댐은 전력, 관개와 휴양을 위하여 물을 마련한다. 주의 남서부에 있는 쿠테나이 강에 리비 댐 수력발전 프로젝트가 1967년 3억 7천 3백만 달러에 시작되었다. 거기에 발전소는 1975년에 운영을 시작되었다. 그 프로젝트는 1984년에 완료되었다.

### 1900년대 후반
1972년 몬태나 주의 투표인들은 좁은 차이로 주의 새 헌법에 찬성하였다. 그 헌법은 1973년에 실행되었다.
몬태나 주의 가스, 석유와 석탄 산업들은 1970년대에 미국에서 에너지 부족이 일어날 때 재빠르게 확장되었다. 석탄 생산은 한해에 3백만 톤 이하에서 거의 4천만 톤으로 늘어났다. 크고 노천굴의 광산들이 콜스트립과 주의 남동부 대지들에서 운영되었다. 몬태나 전력 회사는 콜스트립에 4개의 석탄으로 전기를 일으키는 발전소들을 세웠다. 30 퍼센트의 분리된 석탄 세금은 주에 필요한 기금들에 공헌하였다. 그러나 1980년대 초반에 연료 가격들이 떨어지고 몬태나 주의 생산이 평평하게 되었다.
몬태나 주의 전통적으로 중요한 산업들이 1980년대에 주요 어려움을 경험하였다. 농부들은 가뭄, 해충과 낮은 농산물 가격들에 의하여 고통을 겪었다. 재목과 광업들은 자신들의 노동력을 줄였다. 그러나 1990년대에 농장의 문제들이 쉬어지고 주의 건설과 제조업들이 힘을 얻으면서 경제가 향상되었다.
1997년 입법부는 발생과 전력을 파는 규칙을 폐지하는 법안을 통과시켰다. 정부의 공무원들은 이 활동이 전자 회사들 사이에 경쟁과 손님들을 위한 낮은 비율의 결과를 가져올 것을 믿었다.

### 21세기
2000년 유권자들은 주의 첫 여성 주지사인 주디 마츠를 선출하였다. 그녀는 2001년부터 2005년까지 그 직에 있었다.
2000년대 초반에 몬태나 주민들은 전기요금과 서비스들에 관한 근심을 증가시켰다. 규칙의 폐지 후에 주의 가장 큰 전기 회사 몬태나 전력 회사가 그 발전소들과 댐들을 펜실베이니아 전력 회사에, 그 전동 장치와 분포 시설들을 노스웨스턴 에너지에 팔았다.
2003년 노스웨스턴 에너지가 파산을 선언하였다. 회사는 2004년 후순에 파산으로부터 벗어났다.

## 경제

### 서비스업
서비스업은 주의 고용과 국내총생산의 가장 큰 부분을 차지한다. 빌링스는 몬태나 주의 지도적인 금융의 중심지이다. 빌링스, 그레이트폴스와 미줄라는 지도적인 보건의 중심지들이다. 호텔, 식당과 소매상들은 몬태나주 전역에 흩어져있다. 많은 그들은 빌링스, 보즈맨과 미줄라 지역들에 있다
주 정부의 사무소들은 헬레나에 기지를 두었다. 정부의 서비스들은 또한 군사 기지들의 운영과 인디언 보호 구역들을 포함한다. 맘스트롬 공군 기지는 그레이트폴스 근처에 놓여 있다. 7개의 인디언 보호 구역들이 몬태나 주에 부분적으로 혹은 완전히 놓여 있다.
교통 산업은 제품들이 시장들을 도달하는 데 가끔 거대한 거리들에 날라져야 하는 이유로 몬태나 주에 극히 중대한 편이다. 석유의 파이프라인들은 교통 시스템의 중요한 일부이다.

### 제조업
몬태나 주의 제조업은 거의 주의 농산물, 산림, 광물의 가공업에 집중되어 있다. 몬태나 주에는 4개의 석유 정제소가 있는데 하나는 그레이트폴스에, 다른 3개는 빌링스 지역에 있다. 주에는 많은 제재소들이 있는데 특히 주의 서쪼거 끝의 산간 지방들에 있다. 정육 가공, 우유 가공과 곡식의 제분이 식품 가공업의 주류이다.
몬태나 주에서는 알루미늄, 콘크리트, 기계류와 종이류 제품들도 생산된다.

### 광업

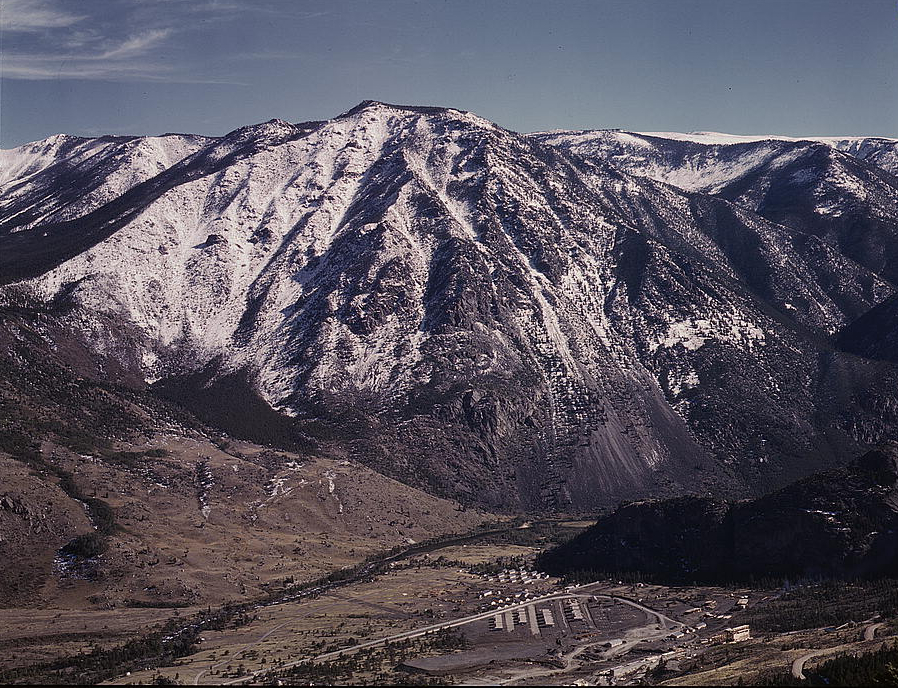
무아트 광산

석탄, 천연가스와 석유는 주의 대표적인 광물들이다. 몬태나 주에서 생산되는 석탄의 대부분은 역청탄이며, 빅혼과 로즈버드 카운티의 표면 광산에서 얻어진다. 몬태나주 동부에 있는 윌리스턴 분지 안에 있는 팰런, 리치랜드, 루스벨트, 셰리단과 위복스 카운티들은 석유 생산지로 알려져 있다. 유명한 가스 생산지들은 북부의 블레인, 힐과 필립스 카운티들, 그리고 남동부의 빅혼과 팰런 카운티들을 포함한다.
몬태나 주의 광물은 다양하게 분포되어 있으며 가격과 노동력에 의지하고 있다. 주는 구리, 금, 납, 몰리브덴과 은의 중요한 매장지이다. 로키산맥 지방의 많은 광산들은 금속 광석들을 산출한다. 어떤 광석들은 하나 이상의 다양한 금속들을 함유하고 있다. 스틸워터와 스위트그라스 카운티들은 국가에서 유일하게 팔라듐과 백금을 산출하는 광산들을 가지고 있다. 몬태나 주는 미국에서 가장 많은 활석을 생산하고 있다.

### 농업

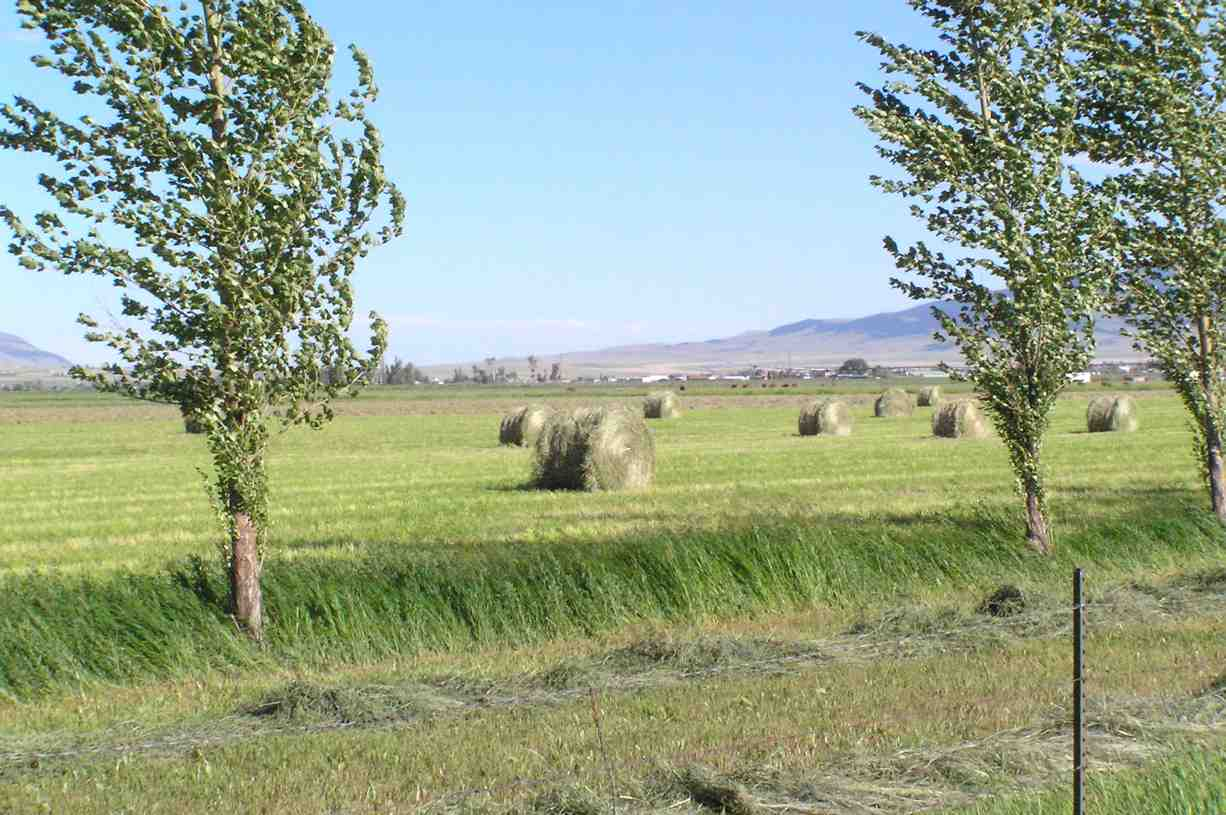
건초의 수확

농장과 방목 지대들은 몬태나 주의 대략 3분의 2를 덮고 있다. 축산물은 몬태나주 농장 소득의 대략 절반을 차지한다. 주를 통하여 방목자들은 대표적인 축산물 육우를 사육한다. 젖소들은 주로 몬태나주 서부의 강 유역들에서 사육되고 있다. 양은 주의 많은 부분에서 방목되고 있다. 로키산맥의 동부에 있는 지방에는 돼지들이 많다.
수확물도 또한 몬태나주 농장 소득의 대략 절반을 차지한다. 밀은 주의 주요한 수확물이며, 몬태나 주는 주요 밀 수확 주들 중의 하나로 순위에 올라 있다. 밀 생산은 주의 중부거부와 남동부에서 이루어지며 보리와 건초 또한 주의 중요한 수확물이다. 그레이트폴스 북부 지역에 있는 농장들은 보리의 대부분을 재배한다. 건초는 주의 전역을 통하여 자란다. 주는 또한 건조 콩, 감자와 사탕무의 중요한 생산지이다.

## 주민
| 인구조사                      | 인구      | Note | %±     |
| ----------------------------- | --------- | ---- | ------ |
| 1870년                        | 20,595    |      | —      |
| 1880년                        | 39,159    |      | 90.1%  |
| 1890년                        | 142,924   |      | 265.0% |
| 1900년                        | 243,329   |      | 70.3%  |
| 1910년                        | 376,053   |      | 54.5%  |
| 1920년                        | 548,889   |      | 46.0%  |
| 1930년                        | 537,606   |      | −2.1%  |
| 1940년                        | 559,456   |      | 4.1%   |
| 1950년                        | 591,024   |      | 5.6%   |
| 1960년                        | 674,767   |      | 14.2%  |
| 1970년                        | 694,409   |      | 2.9%   |
| 1980년                        | 786,690   |      | 13.3%  |
| 1990년                        | 799,065   |      | 1.6%   |
| 2000년                        | 902,195   |      | 12.9%  |
| 2010년                        | 989,415   |      | 9.7%   |
| 2019 (추산)                   | 1,068,778 |      | 8.0%   |
| 출처: 1910–2010 2019 estimate |           |      |        |

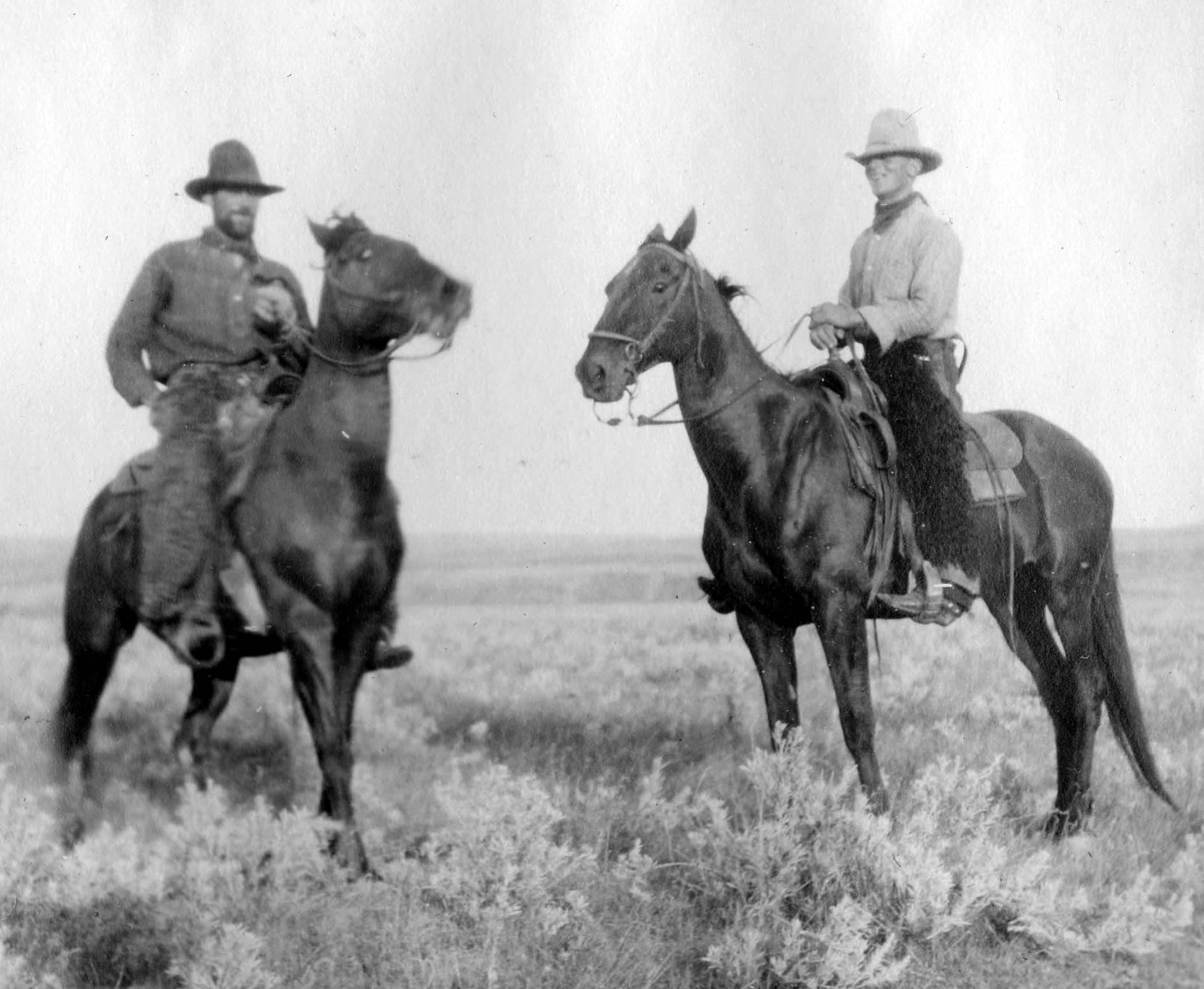
몬태나 주의 카우보이들

2000년, 미국 인구 조사국은 몬태나 주의 인구가 1,052,343명이라고 보고하였다. 주의 인구는 1990년으로 본 799,065명에서 31.7 퍼센트나 증가하였다. 2000년 조사국에 의하면 몬태나 주는 50개의 주들 중에 44위로 들어와있다. 몬태나 주에는 대부분 보호 구역에 사는 대략 56,000명의 아메리칸 인디언들이 있다. 그들은 인구의 대략 6 퍼센트를 차지한다.
몬태나 주민의 54 퍼센트는 도시 지역들에 산다. 빌링스, 그레이트폴스와 미줄라는 55,000명 이상의 인구와 함께 한 단 3개의 도시들이고, 주에서 유일한 메트로폴리탄 지역들이다. 몬태나 주에는 10,000명 이상의 인구를 가진 4개의 도시들이 있는 데 이 도시들은 인구의 순서로 봐서 뷰트, 보즈맨, 헬레나와 캘리스펠이다.
몬태나 주의 도시들의 대부분은 광산의 타운들 혹은 농장과 방목지들을 위한 교역의 중심지로 시작되었다. 뷰트는 광산의 산장으로 시작되었고, 그렇게 시작된 헬레나는 주도이다. 미줄라는 농업의 교역 중심지로 발달하였다.
몬태나 주민의 다수는 독일, 아일랜드, 영국, 노르웨이, 프랑스, 이탈리아와 히스패닉 계통이다.